# Lajos Csordás
Lajos Csordás (Budapeste, 26 de outubro de 1932 - 5 de abril de 1968) foi um futebolista e treinador húngaro, campeão olímpico. 

## Carreira
Lajos Csordás fez parte do elenco medalha de ouro, nos Jogos Olímpicos de 1952.